# Église Notre-Dame-de-Sainte-Croix
L’église Notre-Dame-de-Sainte-Croix est un édifice religieux situé dans la ville du Mans. L’église a donné son nom au quartier lui-même.

## Historique
Le quartier Sainte-Croix fut d’abord un faubourg de la ville du Mans. Pendant longtemps, on y cultiva des vignes de qualité entretenues par les ordres religieux de l’est de la ville. L’église primitive fut bâtie au VIe siècle par Bertrand. Elle servit d’abord de chapelle à un hospice de fortune. Elle est érigée en paroisse dès la fin du Xe siècle, cette période coïncidant certainement avec la détérioration et la fin de l’hospice. La paroisse dépend alors de la couture. L’église fut bâtie sur une colline d’orientation ouest. Elle demeura jusqu’en 1794.

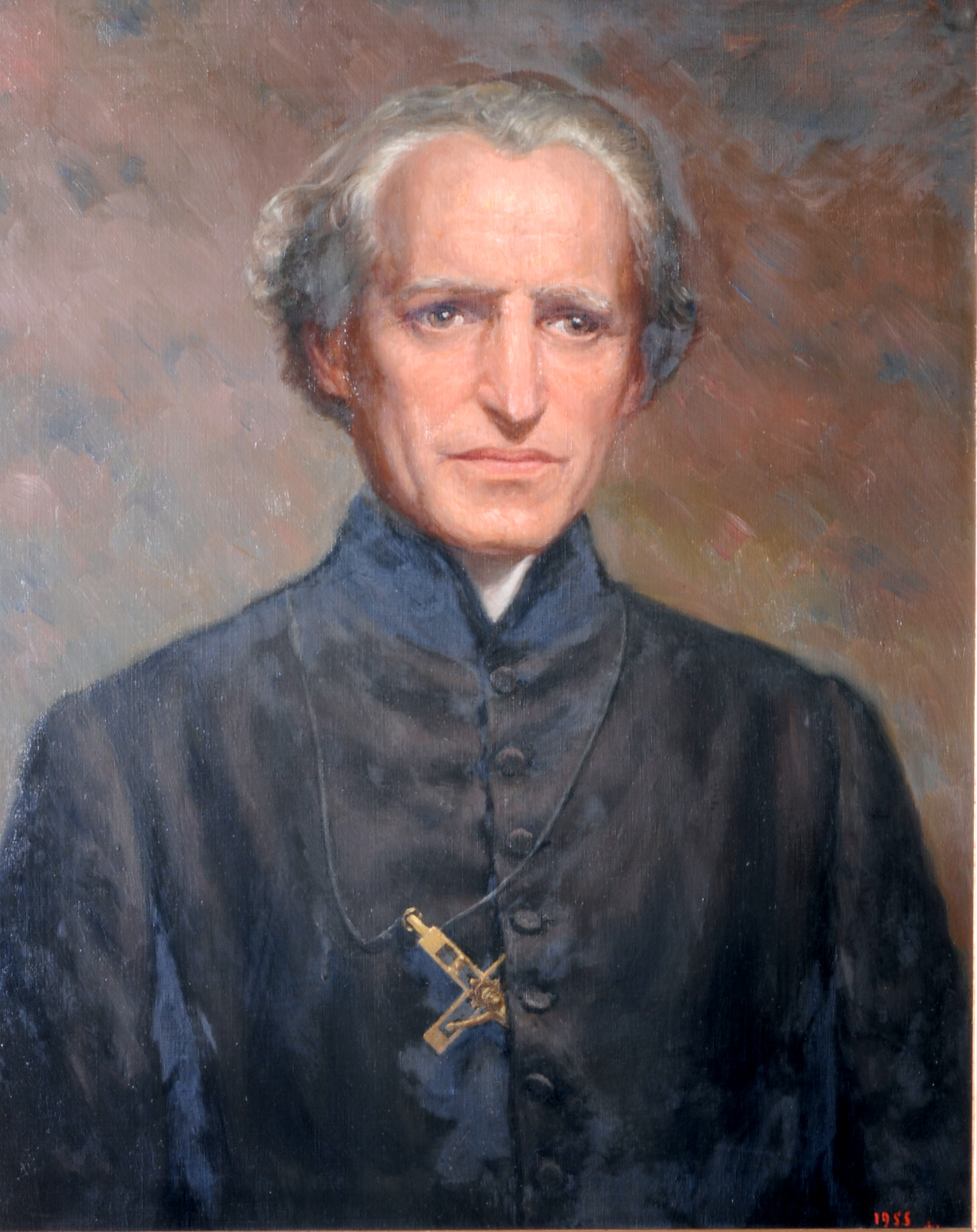
Bx Basile Moreau.

Elle renaît de ses cendres grâce à Basile Moreau, dont l'église abrite son sanctuaire depuis 2014 avec un gisant situé dans le transept sud. Ce dernier se voit confier en 1835, la congrégation des Frères de Saint-Joseph. L’abbé Moreau est chargé de construire sur un terrain donné par la paroisse, plusieurs grands bâtiments dont la vocation est d’accueillir cette communauté naissante, devenant plus tard la congrégation des Pères de Sainte-Croix (comprenant le pensionnat, actuel lycée). L’église est alors de style néo-gothique. Son architecte est l’abbé Tournesac. Elle est consacrée au mois de juin 1857. 
En 1870, les constructions sont rachetées par la marquis de Nicolaï. Ce dernier permet aux Jésuites de s’y installer. Mais au début du  XXe, ceux-ci doivent partir. L’histoire de l’église se confond alors avec celle du lycée. En 1908, deux ans seulement après le départ des religieux, les locaux sont confiés à l’Armée. L’église est rendue au culte en 1931, moyennant finance.

## Architecture
L’architecture de l’édifice s'inspire de celle du Moyen Âge avec une grande simplicité structurelle. On y trouve l’inspiration de Dom Guéranger, grand bâtisseur de Solesmes. Le ciborium surmontant l’autel en est un exemple.

### Articles liés
- Basile Moreau
- Quartier Bollée-Sainte-Croix
- Lycée Sainte-Croix
- Liste des églises de la Sarthe